# Burg Hohenalfingen
Die Burg Hohenalfingen ist die Ruine einer Höhenburg bei 535 m ü. NN auf einem hohen Vorberg der Schwäbischen Alb über dem Ortsteil Oberalfingen des Stadtbezirks Hofen der Stadt Aalen im Ostalbkreis in Baden-Württemberg.
Die Burg wurde von den um 1200 erstmals genannten Herren von Ahelfingen als Stammsitz erbaut. Sie bauten um das Jahr 1337 die Burg Wasseralfingen nach der sie sich 1377 erstmals nannten. Während des Dreißigjährigen Kriegs oder nach diesem wurde die Burg fast vollständig zerstört. Heute sind noch Reste der zwei Meter starken Ringmauer und eines 50 Meter breiten und 15 Meter tiefen Grabens vorhanden. In diesem Graben soll Ende des 19. Jahrhunderts auch ein „nie versiegender“ Brunnen festgestellt worden sein, er wurde aber später zugeschüttet. Bei Grabungen wurden um 1950 im heutigen Hofraum der Kernburg Reste eines Rundturms entdeckt, möglicherweise die Fundamente eines Bergfriedes. Bei Krahe dagegen ist der Bergfried quadratisch mit einer Seitenlänge von neun Metern und einer Mauerstärke von 2,5 Meter.